# Museu Postal d'Andorra
El Museu Postal d'Andorra és un museu del Principat d'Andorra dedicat a la història del correu postal d'Andorra. Antigament ubicat a la Borda del Raser, al Costat de la Casa d'Areny-Plandolit, al Carrer Major d'Ordino, ara és un museu digital. S'hi pot consultar la col·lecció filatèlica digitalitzada, la història de les comunicacions a Andorra, el procés d'elaboració i d'impressió dels segells o les peculiaritats del sistema postal andorrà, entre d'altres temes relacionats amb el món del correu.

## Història
Després d'una exposició sobre la història dels correus a Andorra, realitzada l'any 1982, es va creure oportú que el tema fos exposat d'una manera permanent. Aquell mateix any es creà una comissió formada per representants del Govern d'Andorra i dels serveis de correus espanyols i francesos amb la intenció de fer un museu. Fou concebut pel Musée de la Poste de París i es va emplaçar al cap de casa de l'edifici de la Casa de la Vall, seu del Parlament andorrà. Amb la visita a la casa, el públic podia visitar el Museu. Va ser desmuntat l'any 1991 arran del treball engegat per a l'elaboració de la Constitució del Principat d'Andorra.
S'hi exposava el sistema de fabricació dels segells, juntament amb la totalitat dels segells andorrans des de 1860 i altres materials presents en les imatges gravades als segells. També s'hi podia veure una petita sala dedicada a numismàtica, on s'exposava majoritàriament una col·lecció de monedes emeses per la vegueria episcopal. L'any 1998 el Museu Postal tornava a obrir les portes, a Ordino. Una museografia modernitzada mostrava, a més de la col·lecció de segells, l'evolució de les telecomunicacions a Andorra.
L’any 2022 s’inicia la transformació del museu de físic a digital amb la digitalització total del fons filatèlic i la migració de tots els elements presents al museu físic al web www.museupostal.ad.